# Sint-Andreaskerk (Teltow)
De Sint-Andreaskerk (Duits:Sankt Andreaskirche) in de Duitse stad Teltow, is een veldsteenkerk in de gelijknamige streek in Brandenburg.
Dit is een van de weinige veldsteenkerken die gebouwd is als stadskerk, andere voorbeelden hiervan zijn de Mariabasiliek van Inowrocław / Hohensalza in Polen of de Judittenkerk van Kaliningrad / Koningsbergen in het huidige Russische Oblast Kaliningrad. Meestal staat dit type kerk op het platteland.

## Geschiedenis
De Andreaskerk werd gebouwd in de 12e eeuw.
De kerk werd oorspronkelijk gebouwd als een zaalkerk van veldsteen, in romaanse stijl  met een westelijke toren. Deze toren had een verdedigingsfunctie; daarom werd de kerk gebouwd met een verkleind rechthoekig koor. Dit was gebruikelijk in de Mark Brandenburg in de 13e eeuw.
Bij een stadsbrand op 17 augustus 1801 brandde de Sint-Andreaskerk volledig af en begon men met de wederopbouw in 1810.
Waarvoor de bouwinspecteur Balkow de eerste plannen had opgesteld. Deze werden verbeterd na bezwaren van bouwinspecteur Schwarz, waarop de hoofdbouwinspecteur 3 september 1810 een wetenschappelijke reactie schreef. Bij deze reactie was Karl Friedrich Schinkel significant betrokken. De vernieuwde kerk werd ontworpen in de stijl van de neogotiek en neoclassicisme door Schinkel: hij leverde de ontwerpen voor de koorwand en een nieuw torentje. De torenverhoging is gebouwd in 1811/1812. Op 13 september 1812 werd de Sint-Andreaskerk opnieuw ingewijd.
Talrijke gebreken van structurele aard, maakten het noodzakelijk om de kerk in 1910 opnieuw  te verbouwen. Een stenen tablet op de oostelijke buitenmuur herinnert aan deze verbouwing. Als onderdeel van deze renovatie is het interieurontwerp volledig vernieuwd, waardoor de invloed van Schinkel aan de binnenkant niet meer zichtbaar is. Een houten beschilderd tongewelf werd bij het schip getrokken, het kruisbeeld en het houtsnijwerk op de preekstoel, de galerij en de banken werden uit Brixen am Eisack, in het toenmalige zuidelijke deel van Tirol geleverd.
In de jaren 2007 tot en met 2011 is de kerk gerenoveerd, de renovatie van het interieur is gebaseerd op het ontwerp van de kerk uit 1910. Als onderdeel van de renovatie zijn er drie nieuwe klokken aangekocht voor de klokkentoren. De twee oude klokken zijn te vinden op het buitenterrein achter de kerk. De oude torenklok zet zijn dienst voort achter een etalage van het archief / de tentoonstelling wastechniek van de Heimatverein Stadt Teltow 1990 e.V., in het Heimatmuseum van de stad Teltow.